# Unic TU1
L'UNIC TU1 era un veicolo semicingolato francese, usato dall'Armée de terre nella seconda guerra mondiale.

## Storia
Il TU1 fu presentato dalla Unic nel gennaio 1939 per rispondere alla duplice esigenza di un trattore d'artiglieria leggero per il cannone anticarro Hotchkiss 25 mm Mle. 1934 e di un trattore per la fanteria per il traino del rimorchio da 600 kg voiturette d'infanterie Mle 1937. Dopo miglioramenti al nuovo propulsore Semri, una nuova versione del prototipo venne presentata il 26 maggio 1939 ed accettata dall'esercito francese, che il 12 settembre ne ordinò 1.000 esemplari, portati a 1.120 il 23 dicembre. I primi 10 esemplari vennero consegnati tra il 31 marzo ed il 5 aprile 1940. Alcune settimane di ritardo nelle consegne ne impedirono una larga diffusione prima dell'invasione tedesca della Francia. Il mezzo, inizialmente destinato al trasporto degli armamenti pesanti delle unità di fanteria motorizzata ed al traino del cannone antiaereo Oerlikon 20 mm Mle 1939, servirà, vista l'urgenza, in altri ruoli, in particolare come mezzo di rifornimento per le batterie di cacciacarri Laffly W15TCC (due TU1 per batteria, ognuno con una voiturette mle 1937 con 200 colpi).
Gli esemplari di preda bellica recuperati dalla Wehrmacht furono immessi in servizio con la denominazione Zugkraftwagen Unic TU1 U305(f) nei ruoli:
- Leichter Artillerieschlepper[4]: trattore d'artiglieria leggero.
- Bergefahrzeug: veicolo recupero.
- Fahrschulfahrzeug : veicolo scuola guida, usato dal 35. Panzer-Regiment della 4. Panzer-Division[5].

## Tecnica
Il mezzo, caratterizzato una sagoma particolarmente bassa e sfuggente, era dotata di un rullo sul muso, che favoriva il superamento di dossi e trincee. Le ruote anteriori erano direttrici; il treno di rotolamento, costituito dalla ruota motrice anteriore, dalla ruota di rinvio posteriore, da due rulli portanti e da rullo reggicingolo, erano collegati ad un longherone liberamente oscillante. I cingoli metallici erano costituiti da maglie in acciaio con pattini in gomma. In posizione avanzata era montato il motore quadricilindrico, denominato Semri, da 2.151 cm³, erogante 49 CV. La carrozzeria del trattore era costituita dalla cabina di guida a cielo aperto, munita di telone e portelli in tela, e posteriormente da un cassone in legno telonato. La capacità di carico del cassone era di 500 kg, mentre al gancio di traino era di 600 kg.